# Die Geschichte vom großen Krakeel zwischen Iwan Iwanowitsch und Iwan Nikiforowitsch
Die Geschichte vom großen Krakeel zwischen Iwan Iwanowitsch und Iwan Nikiforowitsch (russisch Повесть о том, как поссорился Иван Иванович с Иваном Никифоровичем) ist eine Erzählung des russischen Schriftstellers Nikolai Wassiljewitsch Gogol (1809–1852). Sie erschien als letzte Geschichte in der Sammlung von Erzählungen Mirgorod im Jahr 1835. 

## Inhalt
In der Geschichte geht es darum, wie sich zwei Nachbarn, Iwan Iwanowitsch und Iwan Nikiforowitsch, aus Anlass des nicht zustande gekommenen Tauschgeschäfts eines alten Gewehrs gegen ein braunes Schwein über Jahrzehnte hinweg zerstreiten.

## Ausgaben
Die Erzählung wurde 1832 in einem Almanach des St. Petersburger Verlags Smirdine abgedruckt und 1835 in Mirgorod, eine zweibändige Ausgabe von Gogols Erzählungen aufgenommen. Korfiz Holms Übersetzung erschien erstmals 1925 in einer zweibändigen Ausgabe ausgewählter Erzählungen im Verlag Albert Langen. Nachgedruckt wurde sie als Einzelausgabe in den folgenden Jahren von mehreren Verlagen. 1962 erschien im Leipziger Insel-Verlag die Erstausgabe der Erzählung in der Korfiz-Übersetzung mit Federzeichnungen von Josef Hegenbarth. Originale von Josef Hegenbarths Zeichnungen zu Gogols Erzählung befinden sich im Kupferstich-Kabinett der Staatlichen Kunstsammlungen Dresden. 
- Die Geschichte vom großen Krakeel zwischen Iwan Iwanowitsch und Iwan Nikiforowitsch. Aus d. Russischen von Korfiz Holm. Mit Ill. von Josef Hegenbarth. Frankfurt a. M.: Suhrkamp 1985. ISBN   978-3-458-32570-3

## Adaptionen
Vom russischen Komponisten Gennadi Banschtschikow existiert eine gleichnamige einaktige Oper, die die Erzählung als Vorlage nimmt.
1975 entstand unter dem Titel Wie es kam, dass sich Iwan Iwanowitsch mit Iwan Nikiforowitsch entzweit hat beim Rundfunk der DDR eine gut 53-minütige Hörspielbearbeitung von Albrecht Surkau, der auch die Regie führte.